# 近鐵9020系電聯車
近鐵9020系電聯車（日语：／ Kintetsu 9020-kei densha）是近畿日本鐵道使用的通勤型電聯車，並且在2000年3月以後於奈良線及大阪線的運輸系統上進行運轉。9020系是繼採用LC Car的近鐵5820系電聯車之後，第三批投入使用的「21系列」新世代列車。
本型車的車體採用鋁合金製造，並且與5820系皆為貫通型的電聯車。本型車的塗裝採用21系列的共同配色，車體上半部採用大地棕，下半部為水晶白，中間的條紋則使用向日葵黃。車廂內部最靠近車門的座椅兩側皆有設置扶手，方便乘客起身時身體能獲得支撐。而本型車為因應近鐵與阪神電氣鐵道規劃在2009年實施直通運轉，因此自2006年起加裝阪神專用的列車自動停車系統和列車分類裝置。